# الحافظ أبو منصور الديلمي
الحافظ أبو منصور الديلمي شهردار بن شيرويه بن شهردار بن شيرويه بن فناخسرو بن خسركان بن زينونه بن خسرو بن ورداذ بن ديلم بن السنياس بن كشكري بن داجي بن كنوش بن عبد الرحمن بن عبد الله. قال ابن السمعاني في الذيل: «كذا قرأت نسبه في ديباجة كتابه». وصفه بأنه كان حافظًا عارفًا بالحديث، فهمًا عارفًا بالأدب، ظريفًا خفيفًا، لازمًا مسجده متبعًا أثر والده في كتابة الحديث وسماعه وطلبه. رحل إلى أصبهان مع والده، ثم رحل إلى بغداد وسمع وروى. مولده في سنة ثلاث وثمانين وأربعمائة، ووفاته سنة ثمان وخمسين وخمسمائة بهمذان، وصنف كتاب الفردوس الذي يحتوي على ما يقارب من ثلاثة آلاف حديث. لا يحظى هذا الكتاب بشعبية بين علماء الإسلام؛ لأن سلسلة الرواة لم تُذكر على وجه التحديد عند الاستشهاد بالحديث، فقد جمع فيه من الأحاديث صحيحها وسقيمها.